# Dominique Garcia
Pour les articles homonymes, voir Garcia.
Dominique Garcia, né le 3 juin 1962 à Clermont-l'Hérault, est un archéologue et historien français, professeur des universités spécialiste de la protohistoire méditerranéenne, de l'histoire de la Gaule et de l'Antiquité gréco-romaine. Il est président de l'Inrap depuis 2014.

## Formation
Dominique Garcia a obtenu son doctorat en histoire des civilisations (archéologie méditerranéenne) de l'université Paul-Valéry-Montpellier-III en 1990, avec une thèse intitulée : « Entre Ibères et Ligures : Lodévois et moyenne vallée de l'Hérault de la fin de l'Âge du Bronze au Principat d'Auguste », élaborée sous la direction de Christian Llinas.

## Carrière
Dominique Garcia est habilité à diriger des recherches (HDR) par l'université d'Aix-Marseille depuis 2000. Il a dirigé une trentaine de thèses et a participé à près de cinquante jurys.
Il a été élu maître de conférences à l'Université de Provence en 1992. Dominique Garcia est actuellement professeur des universités en archéologie, titulaire de la chaire d'Antiquités nationales et de Protohistoire européenne à l'université d'Aix-Marseille, où il a dirigé, jusqu'en 2014, l’École doctorale pluridisciplinaire « Espaces, Cultures et sociétés », et où il fut directeur du centre Camille Jullian (UMR, unité mixte de recherche Aix-Marseille université/CNRS/Ministère de la Culture) à la Maison méditerranéenne des Sciences de l'homme.
En 2011, il a été nommé membre senior de l’Institut universitaire de France (spécialité protohistoire méditerranéenne).
De 2012 à 2014, il a assuré la vice-présidence du Conseil national de la recherche archéologique (CNRA). En mars 2013, il a rendu à Aurélie Filippetti, ministre de la Culture et de la Communication, un Livre blanc au nom de la commission qu'il présidait sur l'évaluation scientifique, économique et sociale de l'archéologie préventive. Ce document a permis d'alimenter le volet Patrimoine du projet de loi « Création, Patrimoine, Architecture » qui a été promulguée en juillet 2016.
Par décret du président de la République en date du 24 juin 2014, il a été nommé président de l’Institut national de recherches archéologiques préventives (Inrap).
À la suite d'une évolution de la gouvernance de l'Inrap, Emmanuel Macron l'a nommé président exécutif de cet établissement en 2017. Il a été reconduit à la tête de cet établissement en décembre 2020 puis en janvier 2024.

## Travaux
Archéologue et historien spécialiste de la protohistoire européenne et de la Gaule préromaine, les recherches de Dominique Garcia portent sur les sociétés de la Méditerranée nord-occidentale au Ier millénaire av. J.-C. (ethnogenèse, économie, cultures, sociétés, habitats et territoires des Celtes, Gaulois, Ibères et Ligures) et les relations qu'elles entretiennent avec les sociétés classiques (Étrusques, Grecs et Romains). Pour lui, « les peuples ne sont pas des identités immuables, mais des constructions. Il n’y a pas une racine du peuple français mais un peuple qui se met en route à travers des influences variées », que l’enquête archéologique fait émerger par l’étude des vestiges matériels.
Il a participé à des fouilles archéologiques en Grèce (Délos), Italie (Rome, Naples, Viterbe) et Syrie (Bosra) mais ses travaux de terrain sont essentiellement centrés sur la Méditerranée nord-occidentale et des gisements archéologique du Languedoc, de la Provence et des Alpes. Responsable, après Michel Py, de la fouille du site portuaire antique de Lattes - Lattara, il a dirigé cet important chantier-école d'archéologie qui a formé plusieurs centaines de jeunes chercheurs européens.
Il considère que « faire de l’archéologie, ce n’est pas tant attribuer des racines à certains qu’offrir des repères à tous, de permettre d’inscrire sa propre histoire dans un paysage qui garde des traces laissées par d’autres avant, le paysage étant appelé à changer ou à s’agrandir». Adepte de l'effort pédagogique à destination du public et de la diffusion des savoirs, il a aussi affirmé que l’archéologie permet de « donner des repères». En février 2024, dans une tribune publiée dans le journal Le Monde il a défendu l'idée que l'archéologie pouvait contribuer à un avenir durable.

## Activité éditoriale
Dominique Garcia est membre de nombreux comités de lecture et dirige plusieurs collections dont la collection « Archéologie » aux éditions Actes Sud. Il est administrateur de l'IPH (Institut de paléontologie humaine) et Préside le CA de l'Inrap depuis 2014. Il est membre de plusieurs conseils scientifiques dont de celui de la Maison de l'Orient (université de Lyon II), de l'EPCC Bibracte, du Musée du Louvre...

## Prix et distinctions
- Chevalier de la Légion d'honneur (janvier 2014)[11]
- Officier de l'ordre des Arts et des Lettres (janvier 2022)[12] (chevalier en juillet 2016)

En 2018, il a reçu la médaille d'argent de l'Académie d'architecture.

## Publications (sélection)
Dominique Garcia a publié ou contribué à la publication de près de 200 articles scientifiques, dont de nombreuses monographies de sites. Il est également l'auteur d'une trentaine d'ouvrages (Archéologie des migrations, Une histoire des civilisations, La Protohistoire de la France, La Fabrique de la France, Atlas archéologique de la France…), dont :
- Entre Ibères et Ligures : Lodévois et moyenne vallée de l'Hérault protohistoriques, Paris, CNRS Éditions, 1993, 358 p.
- Espaces et monuments publics protohistoriques de Gaule méridionale, Adam éditions, 1993, 242 p.
- Exploration archéologique de la ville portuaire de Lattes. Les îlots 2, 4-sud, 5, 7-est, 7-ouest, 8, 9 et 16 du quartier Saint-Sauveur, Lattara, 7, 1994, 448 p.
- Sur les pas des Grecs en Occident : hommages à André Nickels, Paris, Errance, coll. « Études massaliètes », 4 (1995), 492 p., textes réunis et édités en collaboration avec P. Arcelin, M. Bats, G. Marchand et M. Schwaller.
- Techniques et économie antiques et médiévales : le temps de l'innovation : actes du colloque d'Aix-en-Provence (mai 1996), Paris, Errance, 1997, 240 p. (direction de l'ouvrage en collaboration avec D. Meeks)
- Carte archéologique de la Gaule, département de l'Hérault, arrondissement de Lodève, Paris, Académie des inscriptions et belles-lettres, 1998, 300 p. (en coll. avec L. Schneider)
- Territoires celtiques : espaces ethniques et territoires des agglomérations protohistoriques d’Europe occidentale, Paris, Errance, 2002, 420 p. (direction de l’ouvrage en collaboration avec Fl. Verdin)
- L'espace portuaire de Lattes antique, Lattara 15, 2002, 223 p. (direction de l’ouvrage en collaboration avec L. Vallet)
- La céramique (La poterie du Néolithique aux temps modernes), Paris, Errance, 2003, 286 p. (en collaboration avec A. d’Anna, A. Desbat, A. Schmitt, F. Verhaeghe), réed. 2011.
- Bronzes protohistoriques du Musée Calvet à Avignon, Avignon, fondation Calvet, 2004, 128 p. (en collaboration avec S. Campolo)
- La Celtique méditerranéenne : habitats et sociétés en Languedoc et en Provence du VIIIe au IIe siècle av. J.-C., Paris, Errance, 2004, 208 p. (réédition, revue et augmentée, en 2014).
- Le peuplement de l’Arc alpin : 131e Congrès national des sociétés historiques et scientifiques, Grenoble, 2006, Paris, CTHS, 2008, 420 p. (direction de l’ouvrage en collaboration avec H. Richard)
- L'Âge du bronze en Méditerranée : recherches récentes, Paris, Errance, 2011, 192 p. (direction de l’ouvrage)
- L'habitat en Europe celtique et en Méditerranée préclassique, Paris, Errance, 2013, 200 p. (direction de l’ouvrage)
- Histoire de la Provence, des Alpes à la Côte d'Azur (bande dessinée), T1 Les premiers humains, scénario de Jean-Marie Cuzin et Dominique Garcia, dessins de Serge Fino, Éditions du Signe, 2012  (ISBN 2-74682-799-9), T2, scénario de Jean-Marie Cuzin et Dominique Garcia, dessins de Michel Spinosa, Éditions du Signe, 2012  (ISBN 2-74682-799-9).
- Les territoires de Marseille grecque, Paris, Errance, 2014, 200 p. (direction de l’ouvrage en collaboration avec Sophie Bouffier)
- (es) Les estructures socials protohistòriques a la Gàl·lia i a Ibèria, Barcelone, Universitat de Barcelona, 2015, 336 p. (direction de l’ouvrage en coll. avec C. Belarte et J. Sanmarti)
- (en) Greek Marseille and Mediterranean Celtic, New York, Peter Lang Pub Inc ed, 2017, 334 p. (direction de l'ouvrage en collaboration avec Sophie Bouffier)
- Launac et le Launacien : dépôts de bronze protohistoriques du Sud de la Gaule, Montpellier, Presses universitaires de la Méditerranée, 2017, 388 p. (en collab. avec Jean Guilaine, L. Carozza, J. Gasco, Th. Janin, B. Miles)
- Archéologie des migrations, Paris, La Découverte/Inrap, 2017, 390 p. (direction de l’ouvrage en coll. avec Hervé Le Bras).
- La Protohistoire de la France, Paris, Hermann éditeur, 2018, 538 p. (en collab. avec Jean Guilaine).
- Une histoire des civilisations : Comment l’archéologie bouleverse nos connaissances, Jean-Paul Demoule (dir.), Dominique Garcia (dir.) et Alain Schnapp (dir.), Paris, La Découverte, 2018, 700 p.  (ISBN 978-2707188786).
- (en) Country in the City : Agricultural Functions of Protohistoric Urban Settlements (Aegean and Western Mediterranean) / dir. Dominique Garcia, Raphaël Orgeolet, Maia Pomadère, Julian Zurbach. Archaeopress Archaeology, 2019, 198 p.,  (ISBN 978-1789691320).
- Les Gaulois à l'œil nu, Paris, CNRS éditions, 2021, 170 p.  (ISBN 978-2271132215).
- La Fabrique de la France, Paris, Flammarion/Inrap, 2021, 320 p. (ISBN 978-2080234704)
- Rochelongue (Agde, Hérault): lingots et bronzes protohistoriques par centaines dans la mer. Montpellier, PUM, 2022, 362 p. (en collaboration avec Jean Guilaine et Jean Gascogne).
- Atlas archéologique de la France. Paris, Tallandier, 2023, 365 p. (en codirection avec Marc Bouiron) (ISBN 979-10-210-5938-2).
- La Via Domitia. Béziers, éditions Suerte, 2024, 145 p.